# Guerre au trafic d'opium
Pour plus de détails, voir Fiche technique et Distribution.
Guerre au trafic d'opium (chinois simplifié : 林則徐 ; pinyin : Lin Zexu), est une drame historique chinois réalisé par Zheng Junli et Cen Fan (zh) et sorti en 1959.
Il s'agit d'un film historique inspiré de la Première guerre de l'opium et centré sur Lin Zexu, le meneur de l'émeute de Humen (zh) de 1839. À la fin du film, Canton, Lin Zexu regarde une dernière fois les gens qui se sont levés pour lutter contre les Britanniques, et il s'en va alors vers son lieu d'exil, à Yili.

## Fiche technique
- Titre français : Guerre au trafic d'opium[1] ou La Guerre de l'opium[2]
- Titre original chinois : 林則徐, Hēi Pào Shìjiàn[3],[4]
- Réalisation : Huang Jianxin (zh)
- Scénario : Lü Dang, Ye Yuan
- Sociétés de production : Studio de cinéma de Shanghai
- Pays de production :  Chine
- Langue originale : mandarin
- Format : couleurs - son mono
- Genre : drame historique
- Durée : 103 minutes
- Dates de sortie : 
  - Chine : 25 septembre 1959

## Distribution
- Zhao Dan : Lin Zexu
- Gao Zheng : Min Ning
- Xia Tian : Mu Zhangga
- Han Fei : Qishan
- Yanghua : Yu Kun
- Liangshan : Wu Shaorong (zh)
- Lee Yong : Deng Tingzhen
- Deng Nan : Guan Tianpei